# Stoffmengenverhältnis
Das Stoffmengenverhältnis (Formelzeichen: r) ist gemäß DIN 1310 eine sogenannte Gehaltsgröße, also eine physikalisch-chemische Größe zur quantitativen Beschreibung der Zusammensetzung von Stoffgemischen/Mischphasen. Es gibt das Verhältnis der Stoffmengen zweier betrachteter Mischungskomponenten zueinander an.

## Definition und Eigenschaften
Das Stoffmengenverhältnis rij ist definiert als Wert des Quotienten aus der Stoffmenge ni der einen betrachteten Mischungskomponente i und der Stoffmenge nj der anderen betrachteten Mischungskomponente j:
{\displaystyle r_{ij}={\frac {n_{i}}{n_{j}}}}
Zur Vermeidung von Unklarheiten bei der Angabe von Stoffmengenverhältnissen sind Zählerkomponente und Nennerkomponente stets zu spezifizieren, z. B. durch die angegebene Indexschreibweise. Eine Vertauschung von Zähler- und Nennerkomponente führt zum Kehrwert {\displaystyle r_{ji}={\tfrac {1}{r_{ij}}}={\tfrac {n_{j}}{n_{i}}}}. In Multikomponentengemischen lassen sich entsprechend viele Stoffmengenverhältnisse formulieren: bei insgesamt Z Komponenten Z2 Stück, wenn die jeweiligen Kehrwerte und triviale Stoffmengenverhältnisse wie {\displaystyle r_{ii}={\tfrac {n_{i}}{n_{i}}}=1} mitzählen (Variation mit Wiederholung), ansonsten {\displaystyle {\tbinom {Z}{2}}} Stück (Kombination ohne Wiederholung).
Bei Lösungen als häufigem Fall chemischer Stoffgemische kann die Komponente i beispielsweise ein gelöster Stoff und j das Lösungsmittel oder auch ein weiterer gelöster Stoff sein. Die dem Stoffmengenbegriff zugrunde liegenden „Teilchen“ können stoffliche Elementarobjekte wie Atome, Moleküle, Ionen oder auch Formeleinheiten sein.
Als Quotient zweier dimensionsgleicher Größen ist das Stoffmengenverhältnis eine Größe der Dimension Zahl und kann Zahlenwerte ≥ 0 annehmen. Es kann als eine reine Dezimalzahl ohne Maßeinheit angegeben werden, alternativ auch mit Zusatz eines Bruchs gleicher Einheiten (mol/mol), ggf. kombiniert mit Dezimalpräfixen (z. B. mmol/mol), oder mit Hilfsmaßeinheiten wie Prozent (% = 1/100), Promille (‰ = 1/1.000) oder parts per million (1 ppm = 1/1.000.000). Hierbei sind jedoch veraltete Benennungen wie Stoffmengenprozent, Molprozent oder Atomprozent zu vermeiden, stattdessen ist die gemeinte Gehaltsgröße eindeutig zu bezeichnen.
Bei Nichtvorhandensein der Mischungskomponente i (also wenn ni = 0) ergibt sich der Minimalwert rij = 0. Bei Nichtvorhandensein der Mischungskomponente j (nj = 0, wenn beispielsweise kein Gemisch, sondern ein Reinstoff i vorliegt) ist das Stoffmengenverhältnis rij nicht definiert.
Die Werte der Stoffmengenverhältnisse für ein Stoffgemisch gegebener Zusammensetzung sind – im Gegensatz zu den volumenbezogenen Gehaltsgrößen (Konzentrationen, Volumenanteil, Volumenverhältnis) – unabhängig von Temperatur und Druck, da sich die Stoffmengen der Mischungskomponenten im Gegensatz zu den Volumina mit der Temperatur bzw. dem Druck nicht ändern, sofern keine stofflichen Umsetzungen eintreten.

## Zusammenhänge mit anderen Gehaltsgrößen
Wegen der Proportionalität zwischen Teilchenzahl N und Stoffmenge n (Bezug auf die gleiche Teilchenart vorausgesetzt; der Umrechnungsfaktor ist die Avogadro-Konstante NA ≈ 6,022·1023 mol−1) ist der Wert des Stoffmengenverhältnisses rij gleich dem Wert des Teilchenzahlverhältnisses Rij:
{\displaystyle r_{ij}={\frac {n_{i}}{n_{j}}}={\frac {n_{i}\cdot N_{\mathrm {A} }}{n_{j}\cdot N_{\mathrm {A} }}}={\frac {N_{i}}{N_{j}}}=R_{ij}}
In der folgenden Tabelle sind die Beziehungen des Stoffmengenverhältnisses rij mit den anderen in der DIN 1310 definierten Gehaltsgrößen in Form von Größengleichungen zusammengestellt. Dabei stehen Mi bzw. Mj für die jeweiligen molaren Massen, ρi bzw. ρj für die jeweiligen Dichten der Reinstoffe i bzw. j (bei gleichem Druck und gleicher Temperatur wie im Stoffgemisch).
|                           | Massen-…                                                                            | Stoffmengen-…                                 | Teilchenzahl-…                                | Volumen-… |
| ------------------------- | ----------------------------------------------------------------------------------- | --------------------------------------------- | --------------------------------------------- | --- |
| …-anteil                  | Massenanteil w                                                                      | Stoffmengenanteil x                           | Teilchenzahlanteil X                          | Volumenanteil φ |
| …-anteil                  | {\displaystyle r_{ij}={\frac {w_{i}}{w_{j}}}\cdot {\frac {M_{j}}{M_{i}}}}           | {\displaystyle r_{ij}={\frac {x_{i}}{x_{j}}}} | {\displaystyle r_{ij}={\frac {X_{i}}{X_{j}}}} | {\displaystyle r_{ij}={\frac {\varphi _{i}}{\varphi _{j}}}\cdot {\frac {M_{j}}{M_{i}}}\cdot {\frac {\rho _{i}}{\rho _{j}}}} |
| …-konzentration           | Massenkonzentration β                                                               | Stoffmengenkonzentration c                    | Teilchenzahlkonzentration C                   | Volumenkonzentration σ |
| …-konzentration           | {\displaystyle r_{ij}={\frac {\beta _{i}}{\beta _{j}}}\cdot {\frac {M_{j}}{M_{i}}}} | {\displaystyle r_{ij}={\frac {c_{i}}{c_{j}}}} | {\displaystyle r_{ij}={\frac {C_{i}}{C_{j}}}} | {\displaystyle r_{ij}={\frac {\sigma _{i}}{\sigma _{j}}}\cdot {\frac {M_{j}}{M_{i}}}\cdot {\frac {\rho _{i}}{\rho _{j}}}}   |
| …-verhältnis              | Massenverhältnis ζ                                                                  | Stoffmengenverhältnis r                       | Teilchenzahlverhältnis R                      | Volumenverhältnis ψ |
| …-verhältnis              | {\displaystyle r_{ij}=\zeta _{ij}\cdot {\frac {M_{j}}{M_{i}}}}                      | {\displaystyle r_{ij}}                        | {\displaystyle r_{ij}=R_{ij}}                 | {\displaystyle r_{ij}=\psi _{ij}\cdot {\frac {M_{j}}{M_{i}}}\cdot {\frac {\rho _{i}}{\rho _{j}}}}                           |
| Quotient Stoffmenge/Masse | Molalität b                                                                         | Molalität b                                   |                                               | |
| Quotient Stoffmenge/Masse | {\displaystyle r_{ij}=b_{i}\cdot M_{j}} (i = gelöster Stoff, j = Lösungsmittel)     |                                               |                                               | |
| Quotient Stoffmenge/Masse | spezifische Partialstoffmenge q                                                     |                                               |                                               | |
| Quotient Stoffmenge/Masse | {\displaystyle r_{ij}={\frac {q_{i}}{q_{j}}}}                                       |                                               |                                               | |

Summiert man für alle Mischungskomponenten die Stoffmengenverhältnisse rzi zu einer fixen Mischungskomponente i, so erhält man den Kehrwert des Stoffmengenanteils xi der fixen Mischungskomponente i (Stoffgemisch aus insgesamt Z Komponenten, Index z als allgemeiner Laufindex für die Summenbildung, Einbeziehung des trivialen Stoffmengenverhältnisses {\displaystyle r_{ii}={\tfrac {n_{i}}{n_{i}}}=1} in die Summe):
{\displaystyle \sum _{z=1}^{Z}r_{zi}=\sum _{z=1}^{Z}{\frac {n_{z}}{n_{i}}}={\frac {1}{x_{i}}}}
Da das molare Volumen Vm eines Reinstoffes gleich dem Quotienten aus dessen molarer Masse M und Dichte ρ ist (bei gegebener Temperatur und gegebenem Druck), können die in vorstehender Tabelle in einigen Gleichungen auftretenden Terme (Verhältnis der molaren Massen multipliziert mit dem inversen Verhältnis der Dichten) auch ersetzt werden durch das Verhältnis der molaren Volumina:
{\displaystyle {\frac {M_{j}}{M_{i}}}\cdot {\frac {\rho _{i}}{\rho _{j}}}={\frac {V_{\mathrm {m} ,j}}{V_{\mathrm {m} ,i}}}}
Handelt es sich bei den Mischungskomponenten i und j um ideale Gase, so sind die molaren Volumina gleich groß und deren Verhältnis ist somit gleich eins. Daraus folgt mit obiger Tabelle, dass bei Mischungen idealer Gase nicht nur die Werte von Stoffmengenverhältnis rij und Teilchenzahlverhältnis Rij übereinstimmen, sondern es besteht zusätzlich noch Gleichheit mit dem Volumenverhältnis ψij:
{\displaystyle r_{ij}=R_{ij}=\psi _{ij}\ \ {\text{für ideale Gase }}i,j}

## Beispiele

### Lösung von Natriumchlorid in Wasser
Betrachtet wird eine Lösung von Natriumchlorid (Kochsalz) NaCl in Wasser H2O mit den Massenanteilen wNaCl = 0,03 = 3 % und entsprechend wH2O = 1 − wNaCl = 0,97 = 97 %. Das Massenverhältnis ζNaCl/H2O beträgt dabei:
{\displaystyle \zeta _{\mathrm {NaCl/H_{2}O} }={\frac {w_{\mathrm {NaCl} }}{w_{\mathrm {H_{2}O} }}}={\frac {0{,}03}{0{,}97}}=0{,}0309}
Unter Berücksichtigung der molaren Massen ergibt sich für das Stoffmengenverhältnis von NaCl-Formeleinheiten zu H2O-Molekülen:
{\displaystyle r_{\mathrm {NaCl/H_{2}O} }=\zeta _{\mathrm {NaCl/H_{2}O} }\cdot {\frac {M_{\mathrm {H_{2}O} }}{M_{\mathrm {NaCl} }}}=0{,}0309\cdot \mathrm {\frac {18{,}02\ g\cdot mol^{-1}}{58{,}44\ g\cdot mol^{-1}}} =0{,}009537}

### Stöchiometrie
Stoffmengenverhältnisse haben auch eine erweiterte Bedeutung über die Anwendung als eine Gehaltsangabe für Stoffgemische hinaus. Sie treten häufig auch im Zusammenhang mit stöchiometrischen Betrachtungen auf. Bei durch Reaktionsgleichungen beschriebenen chemischen Reaktionen lassen sich die stöchiometrischen Koeffizienten paarweise miteinander ins Verhältnis setzen und stellen dann Stoffmengenverhältnisse dar. Bei chemischen Versuchsanleitungen bzw. Synthesevorschriften kommt es vor, dass bezüglich der einzusetzenden Mengen der Ausgangsstoffe Stoffmengenverhältnisse (bezogen auf einen ausgewählten Ausgangsstoff) angegeben werden. So wird z. B. bei der Knallgasreaktion Wasserstoff mit Sauerstoff im Stoffmengenverhältnis 2:1 umgesetzt; auf Sauerstoff bezogen wird oft noch die Bezeichnung „2 Äquivalente Wasserstoff“ verwendet, welche sich vom Äquivalent-Begriff ableitet.